# The Omni Group
オムニグループ (The Omni Group) は、アメリカ合衆国ワシントン州シアトルに本拠を置く、macOS及びiOS向けのアプリケーションソフトウェアを開発・販売している米国企業である。元々は、NEXTSTEPに関する専門企業として立ち上げられ、コンサルティング、WebObjectsによる開発、アプリケーションソフトウェアの開発やOEM提供を行っていた。

## 製品
- OmniDazzle
- OmniDictionary
- OmniDiskSweeper
- OmniGraffle
- OmniObjectMeter
- OmniOutliner
- OmniPlan
- OmniWeb
- OmniFocus